# 14e cérémonie des Critics' Choice Movie Awards
Cette page contient des caractères spéciaux ou non latins. S’ils s’affichent mal (▯, ?, etc.), consultez la page d’aide Unicode.
La 14e cérémonie des Critics' Choice Movie Awards, décernés par la Broadcast Film Critics Association, a eu lieu le 8 janvier 2009, et a récompensé les films sortis en 2008.

## Palmarès

### Meilleur film
- Slumdog Millionaire
  - L'Échange
  - L'Étrange Histoire de Benjamin Button
  - The Dark Knight : Le Chevalier noir
  - Doute
  - Frost/Nixon
  - Harvey Milk
  - The Reader
  - WALL-E
  - The Wrestler

### Meilleur acteur
- Sean Penn pour le rôle de Harvey Milk dans Harvey Milk
  - Clint Eastwood pour le rôle de Walt Kowalski dans Gran Torino
  - Richard Jenkins pour le rôle de Walter Vale dans The Visitor
  - Frank Langella pour le rôle de Richard Nixon dans Frost/Nixon
  - Brad Pitt pour le rôle de Benjamin Button dans L'Étrange Histoire de Benjamin Button
  - Mickey Rourke pour le rôle de Randy Robinson dans The Wrestler

### Meilleure actrice
- Anne Hathaway pour le rôle de Kym dans Rachel se marie
- Meryl Streep pour le rôle de la Sœur Aloysious Beauvier dans Doute
  - Kate Beckinsale pour le rôle de Judith Miller dans Le Prix du silence
  - Cate Blanchett pour le rôle de Daisy dans L'Étrange Histoire de Benjamin Button
  - Angelina Jolie pour le rôle de Christine Collins dans L'Échange
  - Melissa Leo pour le rôle de Ray Eddy dans Frozen River

### Meilleur acteur dans un second rôle
- Heath Ledger pour le rôle du Joker dans The Dark Knight : Le Chevalier noir (à titre posthume)
  - Josh Brolin pour le rôle de Dan White dans Harvey Milk
  - Robert Downey Jr. pour le rôle de Kirk Lazarus dans Tonnerre sous les Tropiques (Tropic Thunder)
  - Philip Seymour Hoffman pour le rôle du Père Brendan Flynn dans Doute
  - James Franco pour le rôle de Scott Smith dans Harvey Milk

### Meilleure actrice dans un second rôle
- Kate Winslet pour le rôle de Hanna Schmitz dans The Reader
  - Penélope Cruz pour le rôle de María Elena dans Vicky Cristina Barcelona
  - Viola Davis pour le rôle de Mrs. Miller dans Doute
  - Vera Farmiga pour le rôle d'Erica Van Doren dans Le Prix du silence
  - Taraji P. Henson pour le rôle de Queenie dans L'Étrange Histoire de Benjamin Button
  - Marisa Tomei pour le rôle de Cassidy dans The Wrestler

### Meilleur espoir
- Dev Patel pour le rôle de Jamal Malik dans Slumdog Millionaire
  - Dakota Fanning pour le rôle de Lily Owens dans Le Secret de Lily Owens
  - David Kross pour le rôle de Michael Berg (jeune) dans The Reader
  - Brandon Walters pour le rôle de Nullah dans Australia

### Meilleure distribution
- Harvey Milk
  - L'Étrange Histoire de Benjamin Button
  - The Dark Knight : Le Chevalier noir
  - Doute
  - Rachel se marie

### Meilleur réalisateur
- Danny Boyle - Slumdog Millionaire
  - David Fincher - L'Étrange Histoire de Benjamin Button
  - Ron Howard - Frost/Nixon
  - Christopher Nolan - The Dark Knight : Le Chevalier noir
  - Gus Van Sant - Harvey Milk

### Meilleur scénariste
- Simon Beaufoy - Slumdog Millionaire
  - Dustin Lance Black - Harvey Milk
  - Peter Morgan - Frost/Nixon
  - Eric Roth - L'Étrange Histoire de Benjamin Button
  - John Patrick Shanley - Doute

### Meilleur film étranger
- Valse avec Bachir (ואלס עם באשיר) •  Israël
  - Un conte de Noël •  France
  - Gomorra •  Italie
  - Il y a longtemps que je t'aime •  France
  - Morse (Låt den rätte komma in) •  Suède
  - Mongol (Монгол) •  Kazakhstan

### Meilleur film d'action
- The Dark Knight : Le Chevalier noir 
  - Iron Man
  - Indiana Jones et le Royaume du crâne de cristal (Indiana Jones and the Kingdom of the Crystal Skull)
  - Quantum of Solace
  - Wanted : Choisis ton destin (Wanted)

### Meilleure comédie
- Tonnerre sous les Tropiques (Tropic Thunder)
  - Burn After Reading
  - Vicky Cristina Barcelona
  - Sans Sarah rien ne va
  - Les Grands Frères

### Meilleur film d'animation
- WALL-E
  - Volt, star malgré lui
  - Kung Fu Panda
  - Madagascar 2
  - Valse avec Bachir

### Meilleur documentaire
- Le Funambule 
  - I.O.U.S.A.
  - Roman Polanski: Wanted and Desired
  - Standard Operating Procedure
  - I Feel Good !

### Meilleur téléfilm
- John Adams 
  - Recount
  - Coco Chanel

### Meilleure musique de film
- "The Wrestler", chanté par Bruce Springsteen - The Wrestler
  - "Another Way to Die", chanté par Alicia Keys & Jack White - Quantum of Solace
  - "Down to Earth", chanté par Peter Gabriel - WALL-E
  - "I Thought I Lost You", chanté par Miley Cyrus & John Travolta - Volt, star malgré lui
  - "Jaiho", chanté par Sukhvinder Singh - Slumdog Millionaire

### Meilleur compositeur
- A.R. Rahman - Slumdog Millionaire
  - Alexandre Desplat - L'Étrange Histoire de Benjamin Button
  - Clint Eastwood - L'Échange
  - Danny Elfman - Harvey Milk
  - James Newton Howard et Hans Zimmer - The Dark Knight : Le Chevalier noir

## Joel Siegel Award
- Richard Gere

## Récompenses et nominations multiples

### Nominations multiples
8 : L'Étrange Histoire de Benjamin Button, Harvey Milk
6 : The Dark Knight : Le Chevalier noir, Doute, Slumdog Millionaire
5 : The Wrestler
4 : Frost/Nixon
3 : L'Échange, The Reader, WALL-E
2 : Volt, star malgré lui, Le Prix du silence, Quantum of Solace, Rachel se marie, Tonnerre sous les tropiques, Vicky Cristina Barcelona

### Récompenses multiples
5 : Slumdog Millionaire
2 : The Dark Knight : Le Chevalier noir et Harvey Milk